# Котингіта жовтогорла
Котингіта жовтогорла (Iodopleura pipra) — вид горобцеподібних птахів родини бекардових (Tityridae).

## Поширення
Ендемік Бразилії. Поширений у штатах Параїба, Пернамбуку, Алагоас, Баїя, Еспіріту-Санту, Ріо-де-Жанейро та Сан-Паулу на сході країни. Мешкає в атлантичному лісі.

## Опис
Дрібний птах, завдовжки 9 см. Оперення м'яке і щільне, сірого кольору, з жовто-коричевими горлом і нижньою поверхнею хвоста. Нижня частина тіла має білі та сірі відтінки. Крила довгі, а хвіст короткий. Самець має сірий шлейф, а під крилами є пучок довгих шовковистих пір'їн пурпурового кольору.

## Спосіб життя
Полює на комах, інколи поїдає дрібні плоди (переважно омели). Розмножується взимку. Будує крихітне чашоподібне гніздо на сухих гілках у кронах дерев, прикрасивши його лишайниками для камуфляжу. Самиця, як правило, відкладає лише одне яйце.

## Підвиди
Таксон включає два підвиди:
- Iodopleura pipra leucopygia Salvin, 1885, північна частина ареалу;
- Iodopleura pipra pipra (Lesson, 1831), південна частина ареалу.